# Makakilo
21°21′10″N 158°5′27″V / 21.35278°N 158.09083°V
Makakilo er en amerikansk by i staten Hawaii, i Honolulu County. I 2000 havde byen et indbyggertal på 13.156.